# Saint-Marcel (Meurthe-et-Moselle)
Pour les articles homonymes, voir Saint-Marcel.
Saint-Marcel est une commune française située dans le département de Meurthe-et-Moselle en région Grand Est.

## Géographie
Saint-Marcel fut un village-frontière avec l'Allemagne de 1871 à 1918 et de 1940 à 1944.
| Doncourt-lès-Conflans | Jouaville          |                    |
| Bruville              | Saint-Marcel       | Vernéville Moselle |
| Vionville Moselle     | Rezonville Moselle | Gravelotte Moselle |

### Hydrographie

#### Réseau hydrographique
La commune est dans le bassin versant du Rhin au sein du bassin Rhin-Meuse. Elle est drainée par le ruisseau de Bruville, le ruisseau de Parfond Val et le ruisseau de Tagnion,.

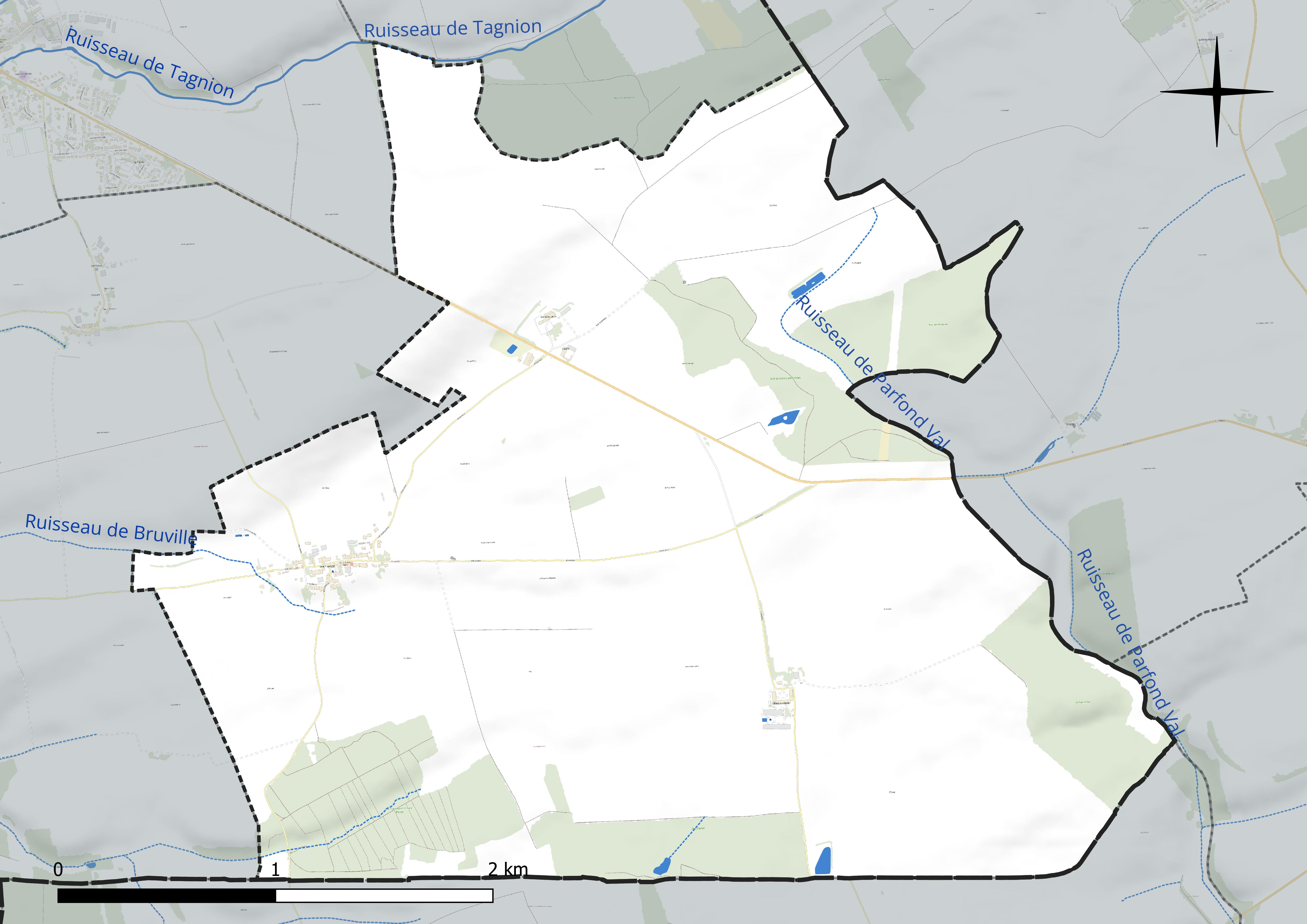
Réseau hydrographique de Saint-Marcel.

#### Gestion et qualité des eaux
Le territoire communal est couvert par le schéma d'aménagement et de gestion des eaux (SAGE) « Bassin ferrifère ». Ce document de planification concerne le périmètre des anciennes galeries des mines de fer, des aquifères et des bassins versants hydrographiques associés qui s’étend sur 2 418 km2. Les bassins versants concernés sont celui de la Chiers en amont de la confluence avec l'Othain, et ses affluents (la Crusnes, la Pienne, l'Othain), celui de l'Orne et ses affluents et celui de la Fensch, le Veymerange, la Kiesel et les parties françaises du bassin versant de l'Alzette et de ses affluents (Kaylbach, ruisseau de Volmerange). Il a été approuvé le 27 mars 2015. La structure porteuse de l'élaboration et de la mise en œuvre est la région Grand Est. 
La qualité des cours d’eau peut être consultée sur un site dédié géré par les agences de l’eau et l’Agence française pour la biodiversité. 

### Climat
Pour des articles plus généraux, voir Climat du Grand Est et Climat de Meurthe-et-Moselle.
En 2010, le climat de la commune est de type climat des marges montargnardes, selon une étude du Centre national de la recherche scientifique s'appuyant sur une série de données couvrant la période 1971-2000. En 2020, Météo-France publie une typologie des climats de la France métropolitaine dans laquelle la commune est exposée à un climat semi-continental et est dans la région climatique  Lorraine, plateau de Langres, Morvan, caractérisée par un hiver rude (1,5 °C), des vents modérés et des brouillards fréquents en automne et hiver. 
Pour la période 1971-2000, la température annuelle moyenne est de 9,4 °C, avec une amplitude thermique annuelle de 16,7 °C. Le cumul annuel moyen de précipitations est de 834 mm, avec 12,7 jours de précipitations en janvier et 9,1 jours en juillet. Pour la période 1991-2020, la température moyenne annuelle observée sur la station météorologique de Météo-France la plus proche, « Doncourt-lès-Conflans », sur la commune de Doncourt-lès-Conflans à 3 km à vol d'oiseau, est de 10,7 °C et le cumul annuel moyen de précipitations est de 710,3 mm. 
La température maximale relevée sur cette station est de 40,9 °C, atteinte le 25 juillet 2019 ; la température minimale est de −16,5 °C, atteinte le 26 décembre 2010,,. 
Les paramètres climatiques de la commune ont été estimés pour le milieu du siècle (2041-2070) selon différents scénarios d'émission de gaz à effet de serre à partir des nouvelles projections climatiques de référence DRIAS-2020. Ils sont consultables sur un site dédié publié par Météo-France en novembre 2022.

## Urbanisme

### Typologie
Au 1er janvier 2024, Saint-Marcel est catégorisée commune rurale à habitat dispersé, selon la nouvelle grille communale de densité à sept niveaux définie par l'Insee en 2022.
Elle est située hors unité urbaine. Par ailleurs la commune fait partie de l'aire d'attraction de Metz, dont elle est une commune de la couronne,. Cette aire, qui regroupe 245 communes, est catégorisée dans les aires de 200 000 à moins de 700 000 habitants,.

### Occupation des sols
L'occupation des sols de la commune, telle qu'elle ressort de la base de données européenne d’occupation biophysique des sols Corine Land Cover (CLC), est marquée par l'importance des territoires agricoles (80,6 % en 2018), une proportion identique à celle de 1990 (80,6 %). La répartition détaillée en 2018 est la suivante : terres arables (77,9 %), forêts (19,4 %), prairies (2,8 %). L'évolution de l’occupation des sols de la commune et de ses infrastructures peut être observée sur les différentes représentations cartographiques du territoire : la carte de Cassini (XVIIIe siècle), la carte d'état-major (1820-1866) et les cartes ou photos aériennes de l'IGN pour la période actuelle (1950 à aujourd'hui).

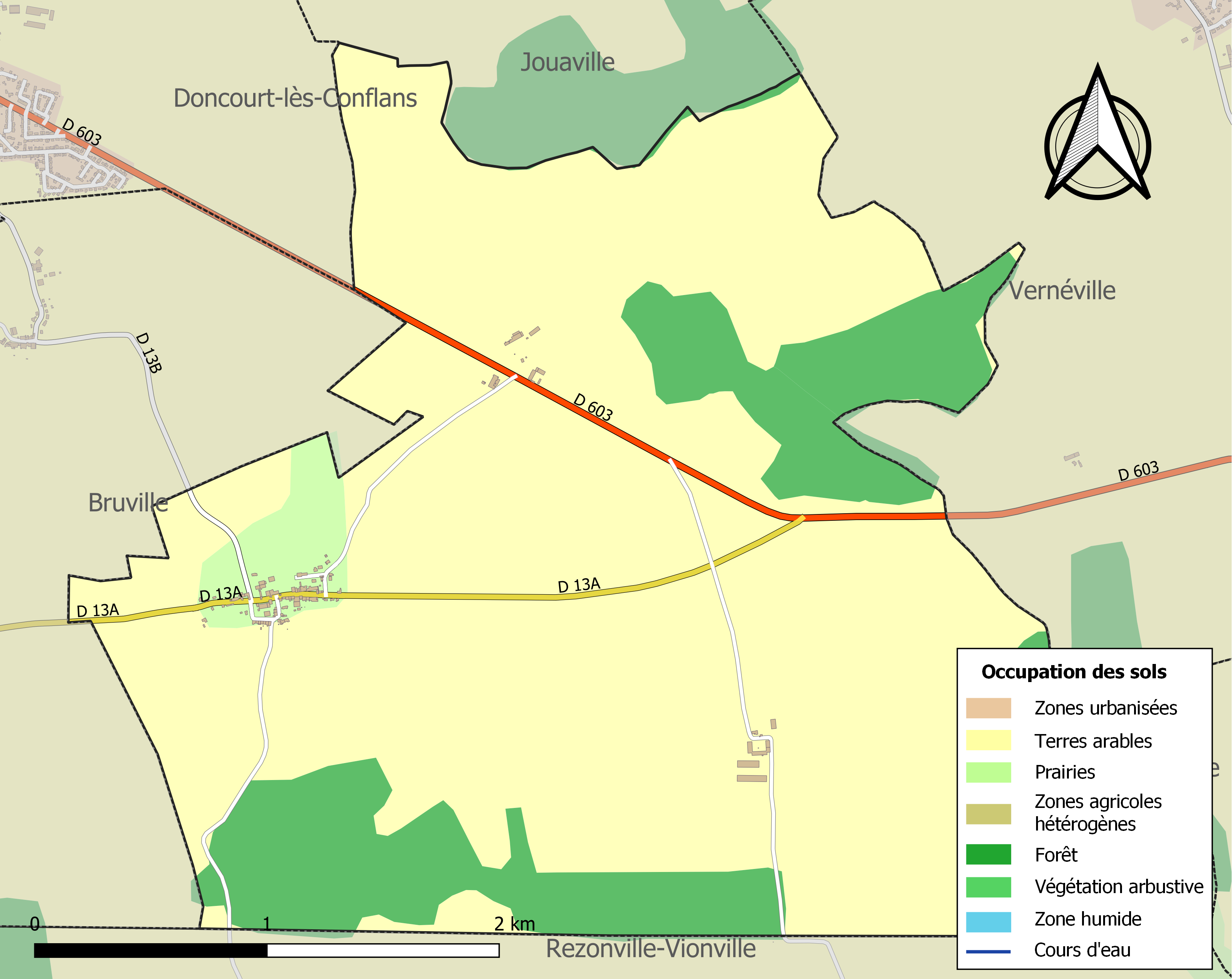
Carte des infrastructures et de l'occupation des sols de la commune en 2018 (CLC).

## Toponymie
Le nom de la localité est attesté sous les formes Villa sancti Marcelli (936) ; De sancto Marcello (1156) ; Saint-Maxe (XVe siècle) ; Saint-Maixel, Saint-Maixe (1497) ; Sanctus Marcellus, Saint-Marcel-lès-Doncourt (1544) ; Saint-Mars, Saint-Marcou (1606) ; Saint-Marsel (1689) ; Saint-Marcel-lès-Doncourt (XVIIIe siècle).

Saint-Marcel est un hagiotoponyme qui fait référence au pape Marcel Ier.

## Histoire
Saint-Marcel serait l'ancien « Ibliodurum » sur la voie romaine de Reims à Metz (entre Gravelotte et Mars-la-Tour) sur la foi d'un milliaire trouvé au XIXe siècle. En 1817, Saint-Marcel, village de l'ancienne province des Trois-Évêchés (bailliage de Metz), avait pour annexes les  fermes de Caulre et de Villers-aux-Bois. À cette époque il y avait 134 habitants répartis dans 28 maisons.

## Politique et administration
| Période                                  | Période        | Identité            | Étiquette | Qualité                   |
| ---------------------------------------- | -------------- | ------------------- | --------- | ------------------------- |
| Les données manquantes sont à compléter. |                |                     |           |                           |
| mars 1965                                | mars 1971      | Pierre Meyers       |           |                           |
| mars 1971                                | mars 2008      | Jean-Marie Humbert  |           |                           |
| mars 2008                                | mars 2016      | Charles Pacyga      |           |                           |
| mars 2016                                | mai 2020       | Jean-Pierre Choquet |           |                           |
| mai 2020                                 | 6 octobre 2024 | Jean-Paul Chanal    |           | décès en cours de mandat, |
| décembre 2024                            | En cours       | Jean-Yves Schiltz   |           |                           |

## Démographie
L'évolution du nombre d'habitants est connue à travers les recensements de la population effectués dans la commune depuis 1793. Pour les communes de moins de 10 000 habitants, une enquête de recensement portant sur toute la population est réalisée tous les cinq ans, les populations de référence des années intermédiaires étant quant à elles estimées par interpolation ou extrapolation. Pour la commune, le premier recensement exhaustif entrant dans le cadre du nouveau dispositif a été réalisé en 2005.

En 2022, la commune comptait 150 habitants, en évolution de −1,96 % par rapport à 2016 (Meurthe-et-Moselle : −0,13 %, France hors Mayotte : +2,11 %).
| 1793 | 1800 | 1806 | 1821 | 1836 | 1841 | 1861 | 1866 | 1872 |
| ---- | ---- | ---- | ---- | ---- | ---- | ---- | ---- | ---- |
| 154  | 110  | 143  | 133  | 196  | 207  | 185  | 177  | 194  |

| 1876 | 1881 | 1886 | 1891 | 1896 | 1901 | 1906 | 1911 | 1921 |
| ---- | ---- | ---- | ---- | ---- | ---- | ---- | ---- | ---- |
| 189  | 180  | 186  | 185  | 185  | 174  | 163  | 127  | 113  |

| 1926 | 1931 | 1936 | 1946 | 1954 | 1962 | 1968 | 1975 | 1982 |
| ---- | ---- | ---- | ---- | ---- | ---- | ---- | ---- | ---- |
| 121  | 116  | 120  | 109  | 131  | 125  | 102  | 105  | 111  |

| 1990 | 1999 | 2005 | 2006 | 2010 | 2015 | 2020 | 2022 | - |
| ---- | ---- | ---- | ---- | ---- | ---- | ---- | ---- | - |
| 114  | 146  | 164  | 165  | 139  | 155  | 150  | 150  | - |

## Culture locale et patrimoine

### Lieux et monuments
- Découverte en 1874 d'une borne milliaire (au musée de Metz).
- Ruines du château de Villers-aux-Bois, situé à droite de la route allant de Rezonville à la RN 390, parties constituantes : parties agricoles. Reconstruit en 1778 à l'emplacement d'un château plus ancien de plan semblable, pour Paul-François Durand, major au régiment de Rouergue, et Antoinette Le Duchat son épouse.

#### Édifices religieux

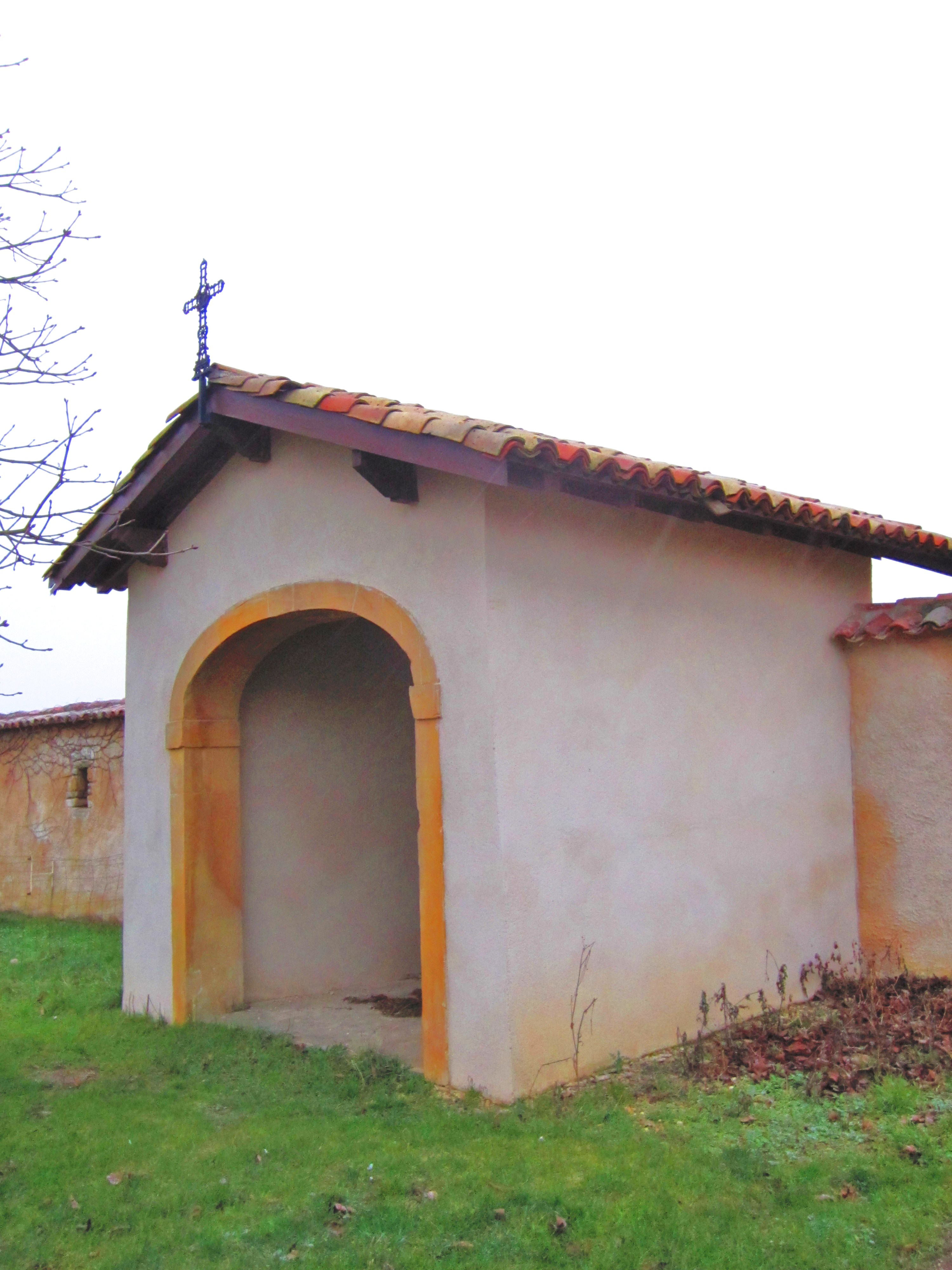
Chapelle de Sainte-Agathe, à l'écart de la Caulre.

- Église paroissiale Saint-Marcel, parties constituantes : cimetière ; monument sépulcral. Tour clocher datée 1766 ; chœur et nef reconstruits en 1828.
- Chapelle de Sainte-Agathe XVIIIe siècle, à l'écart de la Caulre.

### Héraldique
| Blason de Saint-Marcel | Blason  | D'argent au pal de sable chargé en pointe d'une fleur de lis d'or et accosté en chef de deux étoiles, à dextre de gueules et à senestre parti de gueules et d'azur. |
| Blason de Saint-Marcel | Détails | Le village de Saint Marcel était rattaché au Pays Messin qui dès 1552 devint français dans les faits avant de le devenir en droit un siècle plus tard. Ce rattachement est rappelé par une fleur de lys d'or. A la commune sont rattachés deux écarts : Villers aux Bois et Caulre, d'où les deux étoiles. Mais Villers appartenait au Pays-Messin et au Barrois, c'est ce qui explique le parti de gueules et d'azur de l'étoile de senestre. Enfin le pal représente la borne placée à l'époque romaine sur la voie Metz-Verdun, découverte sur le territoire de la commune en 1831. Le statut officiel du blason reste à déterminer. |